# Laila Freivalds
Laila Ligita Freivalds (født 22. juni 1942 i Riga i Letland) er en svensk socialdemokratisk politiker og jurist. Hun var Sveriges forbrugerombudsmand 1983-1988, Sveriges justitsminister 1988-1991 og 1994-2000 samt Sveriges udenrigsminister 2003-2006.
Freivalds afgang som minister skyldes en sag i kølvandet af Muhammed-tegningerne.
Laila Freivalds er gift og har en datter, Letti Freivalds, som er aktiv i SSU's ledelse.